# Franciszek Paprocki (1911–1978)
Franciszek Paprocki (ur. 22 marca 1911 w Goślubiu, zm. 25 września 1978 w Poznaniu) – polski historyk, archiwista, docent doktor habilitowany.

## Życiorys
Po uzyskaniu w 1931 r. matury w gimnazjum w Zgierzu rozpoczął studia historyczne na Uniwersytecie Poznańskim, specjalizując się w historii nowożytnej pod kierunkiem Adama Skałkowskiego, które ukończył 23 czerwca 1936 r., uzyskując stopień magistra filozofii na podstawie rozprawy Pierwszy a drugi pamiętnik Kilińskiego. W tym samym roku opublikował monografię wsi Piątek. W trakcie studiów w 1935 r. podjął pracę w Archiwum Państwowym w Poznaniu, początkowo jako stypendysta Ministerstwa Wyznań Religijnych i Oświecenia Publicznego, a od 1 marca 1938 r. jako pracownik kontraktowy. We wrześniu 1939 r. nadzorował ewakuację i zabezpieczenia najcenniejszych archiwaliów poznańskiego archiwum, przeżywając m.in. nalot bombowy na transport. W grudniu 1939 r. wraz z rodziną został wysiedlony z Poznania na wschód. Podczas wysiedlenia zaginęły jego materiały zgromadzone do rozprawy doktorskiej na temat Ignacego Wyssogoty Zakrzewskiego. 1 grudnia znalazł zatrudnienie na stanowisku kierownika naukowego w Archiwum Państwowym w Kielcach. W roku akademickim 1943/1944 podjął działalność dydaktyczną na tajnym Uniwersytecie Ziem Zachodnich, prowadząc w kieleckim archiwum konspiracyjne zajęcia z nauk pomocniczych historii. Schwytany 28 września 1944 r. w trakcie łapanki ulicznej, został wywieziony na prace przymusowe w głąb Niemiec do Westfalii, gdzie pracował jako robotnik kolejowy. W listopadzie 1945 r. powrócił do Polski.
1 grudnia 1945 r. ponownie podjął pracę w Archiwum Państwowym w Poznaniu. Podjął się wówczas rewindykacji jego przedwojennych zbiorów. 1 września 1955 r. dodatkowo został zatrudniony na stanowisku zastępcy profesora na Uniwersytecie Mikołaja Kopernika, gdzie pracował w Katedrze Archiwistyki i Nauk Pomocniczych Historii, a później kierował Katedrą Archiwistyki. W 1958 r. przeprowadził się do Torunia i zrezygnował w pracy w poznańskim archiwum, po czym z dniem 1 września objął stanowisko kierownika Archiwum Państwowego w Toruniu. W czerwcu 1960 r. uzyskał stopień doktora na podstawie rozprawy Dążenia narodowowyzwoleńcze w Wielkopolsce w latach 1840–1847, ze szczególnym uwzględnieniem nurtu plebejskiego (promotor: Janusz Pajewski). Już w lipcu 1961 r. powrócił jednak do Poznania, obejmując etat starszego wykładowcy nauk pomocniczych historii nowożytnej i nowoczesnej na UAM. Zrezygnował wówczas z pracy w służbie archiwalnej, a w 1964 r. z równoległej pracy na UMK. 1 czerwca 1970 r. uzyskał stopień doktora habilitowanego na podstawie pracy Wielkie Księstwo Poznańskie w okresie rządów Flottwella 1830–1840. W 1973 r. został organizatorem i pierwszym kierownikiem Zakładu Archiwistyki Instytutu Historii Uniwersytetu im. Adama Mickiewicza w Poznaniu, którym był do śmierci w 1978 r. Równocześnie w latach 1965–1969 oraz 1973–1978 był kierownikiem Archiwum Uniwersytetu Adama Mickiewicza. Pod koniec życia był też członkiem Podkomisji Archiwów Państwowych przy Komisji Bibliotek, Archiwów i Informatyki Rady Głównej Ministerstwa Nauki, Szkolnictwa Wyższego i Techniki. Należał też do komitetu redakcyjnego czasopisma Archeion. Był realizatorem wielu kwerend archiwalnych, m.in. kwerendy do dziejów ruchu robotniczego na zlecenie Komitetu Centralnego PZPR. Wydał ok. 50 publikacji z zakresu historii oraz archiwistyki.
Został pochowany na Cmentarzu Junikowo w Poznaniu.

## Odznaczenia
- 1957 – Złoty Krzyż Zasługi
- 1977 – Krzyż Kawalerski Orderu Odrodzenia Polski
- Złota Odznaka ZNP
- Odznaka honorowa "Za zasługi dla archiwistyki"